# Euryproctus trochantellator
Euryproctus trochantellator är en stekelart som beskrevs av Aubert 1998. Euryproctus trochantellator ingår i släktet Euryproctus och familjen brokparasitsteklar. Inga underarter finns listade i Catalogue of Life.